# آلیا فلاکسیلا
آلیا فلاکسیلا (انگلیسی: Aelia Flaccilla؛ ۳۱ مارس ۳۵۶ – اوایل ۳۸۶ (سن ۳۰)) اهل روم باستان بود. ملکه روم و همسر اول امپراتور روم تئودئوس یکم بود. او از نژاد اسپانیایی (هیسپانیا) رم بود. در طول ازدواج خود با تئودوسیوس، او دو پسر به دنیا آورد - امپراتورهای آینده آرکادیوس و هونوریوس - و یک دختر به نام آلیا پولچریا.